# Equus – Blinde Pferde
Equus – Blinde Pferde (Alternativtitel: Fliehende Pferde) ist ein britischer Mysteryfilm von Sidney Lumet. Er basiert auf dem Theaterstück Equus von Peter Shaffer.

## Handlung
Der Psychiater Martin Dysart wird auf den Fall des 17-jährigen introvertierten Stallburschen Alan Strang angesetzt, der im Stall seines Arbeitgebers sechs Pferden mit einer Sichel das Augenlicht genommen hat. Nur langsam kann Dysart, selbst müde und ausgebrannt, zu dem Jungen vordringen, einem Produkt eines unemotionalen, überreligiösen Elternhauses, der eine geradezu mystische Beziehung zu den von ihm umsorgten Pferden eingegangen ist, eine Art Götterverehrung der Natur. Unter anderem durch Hypnose findet der Psychiater heraus, dass sich Alan nach dem erfolglosen sexuellen Kontakt zur gleichaltrigen Jill, die ihm die Stelle als Stallbursche verschafft hatte, gegen die Tiere wendete.

## Kritiken
Der film-dienst sprach von Lumets Film in seiner zeitgenössischen Kritik als „kunstgewerbliches Dialogdrama“ und kritisierte, dass die „stilisierte psychoanalytische“ Theatervorlage überflüssigerweise mit naturalistischen Schockeffekten kinogerecht aufbereitet wurde.
Die New York Times lobte in ihrer Filmkritik 1977 vor allem die kluge Inszenierung (intelligent decisions) und die schauspielerischen Leistungen von Peter Firth und Richard Burton, die an keiner Stelle unüberlegt oder gedankenlos seien („It's beautifully, sometimes almost grandly acted [...]. There's not a thoughtless or uninteresting performance in the film.“). In der Verkörperung der Figur des Dr. Dysart, die den Film dominiere, zeige Richard Burton seine beste Darstellungsleistung seit der Verfilmung von Who's Afraid of Virginia Woolf („This is the best Burton performance since «Who's Afraid of Virginia Woolf?»“).

## Auszeichnungen
Im Jahr 1978 bekam der Film folgende Nominierungen bzw. Auszeichnungen:
- Oscar-Nominierungen in den Kategorien Bester Hauptdarsteller (Richard Burton), Bester Nebendarsteller (Peter Firth) und Bestes adaptiertes Drehbuch (Peter Shaffer).
- BAFTA-Auszeichnung für Jenny Agutter (Beste Nebendarstellerin) und Anthony Asquith Award for Film Music für Richard Rodney Bennett; BAFTA-Nominierungen für Peter Shaffer (Bestes adaptiertes Drehbuch), Colin Blakely (Bester Nebendarsteller) und Joan Plowright (Beste Nebendarstellerin).
- Golden Globe-Auszeichnungen für Richard Burton (Bester Hauptdarsteller – Drama) und Peter Firth (Bester Nebendarsteller).
- Kansas City Film Critics Circle Awards-Auszeichnung für Peter Firth (Bester Nebendarsteller).